# Напром
Напром (пол. Naprom, нім. Groß Nappern) — село в Польщі, у гміні Оструда Острудського повіту Вармінсько-Мазурського воєводства.
Населення — 151 особа (2011).

## Демографія
Демографічна структура станом на 31 березня 2011 року:
|          | Загалом | Допрацездатний вік | Працездатний вік | Постпрацездатний вік |
| -------- | ------- | ------------------ | ---------------- | -------------------- |
| Чоловіки | 77      | 21                 | 50               | 6                    |
| Жінки    | 74      | 16                 | 40               | 18                   |
| Разом    | 151     | 37                 | 90               | 24                   |